# ジェイムズ・マックラーグ
ジェイムズ・マックラーグ（英:James McClurg、1747年-1825年7月9日）は、アメリカ合衆国の政治家であり、アメリカ合衆国憲法制定会議の代議員であった。マックラーグはウィリアム・アンド・メアリー大学で教育を受け、1770年にエディンバラ大学で医学の学位を受けた。続いてパリとロンドンで医学の研究を行い、論文を発表してイギリスの学会から注目を浴びた。1773年にバージニアに戻り、アメリカ独立戦争の間は軍医を務めた。ウィリアム・アンド・メアリー大学の教授にも指名された。トーマス・ジェファーソンとは大学の学友だった。ウィリアムスバーグでまず開業し、続いてリッチモンドに移り、1797年にはリッチモンド市長になった。娘のエリザベス・セルドン・マックラーグは著名なリッチモンドの弁護士ジョン・ウィッカムと結婚した。

## フィラデルフィア憲法制定会議
フィラデルフィア憲法制定会議にはパトリック・ヘンリーが出席を拒んだので、マックラーグが代議員に選ばれた。アメリカ合衆国憲法策定に関わった3人の医者のうちの一人となった（他の2人はヒュー・ウィリアムソンとジェイムズ・マクヘンリー）。しかし、マックラーグは憲法の最終稿に署名しなかった。
マックラーグはペンシルベニアでも3番目に裕福な者としてよく知られていた。その財産は利益の上がる医院から来ていた。